# Эрувиль (Валь-д’Уаз)
Эрувиль (фр. Hérouville) — муниципалитет во Франции, в регионе Иль-де-Франс, департамент Валь-д'Уаз. Население — 559 человек (2004). Муниципалитет расположен на расстоянии около 32 км северо-западнее Парижа, 9 км северо-восточнее Сержи.

## Демография
Динамика населения (Cassini и INSEE):